# Friedrich von Berchtold
Pour les articles homonymes, voir Berchtold.
Le comte Friedrich Karl Eugen von Berchtold, baron von Ungarschitz (en langue tchèque Bedřich Karel Eugen Všemír von Berchtold hrabě z Uherčic), né le 25 octobre 1781 à Platz et mort le 3 avril 1876  à Buchlau en Moravie, est un médecin et botaniste germanophone originaire de Bohême (Empire d'Autriche).
Le genre Berchtoldia C.Presl (syn. Chaetium Nees) a été nommé en son honneur.

## Biographie

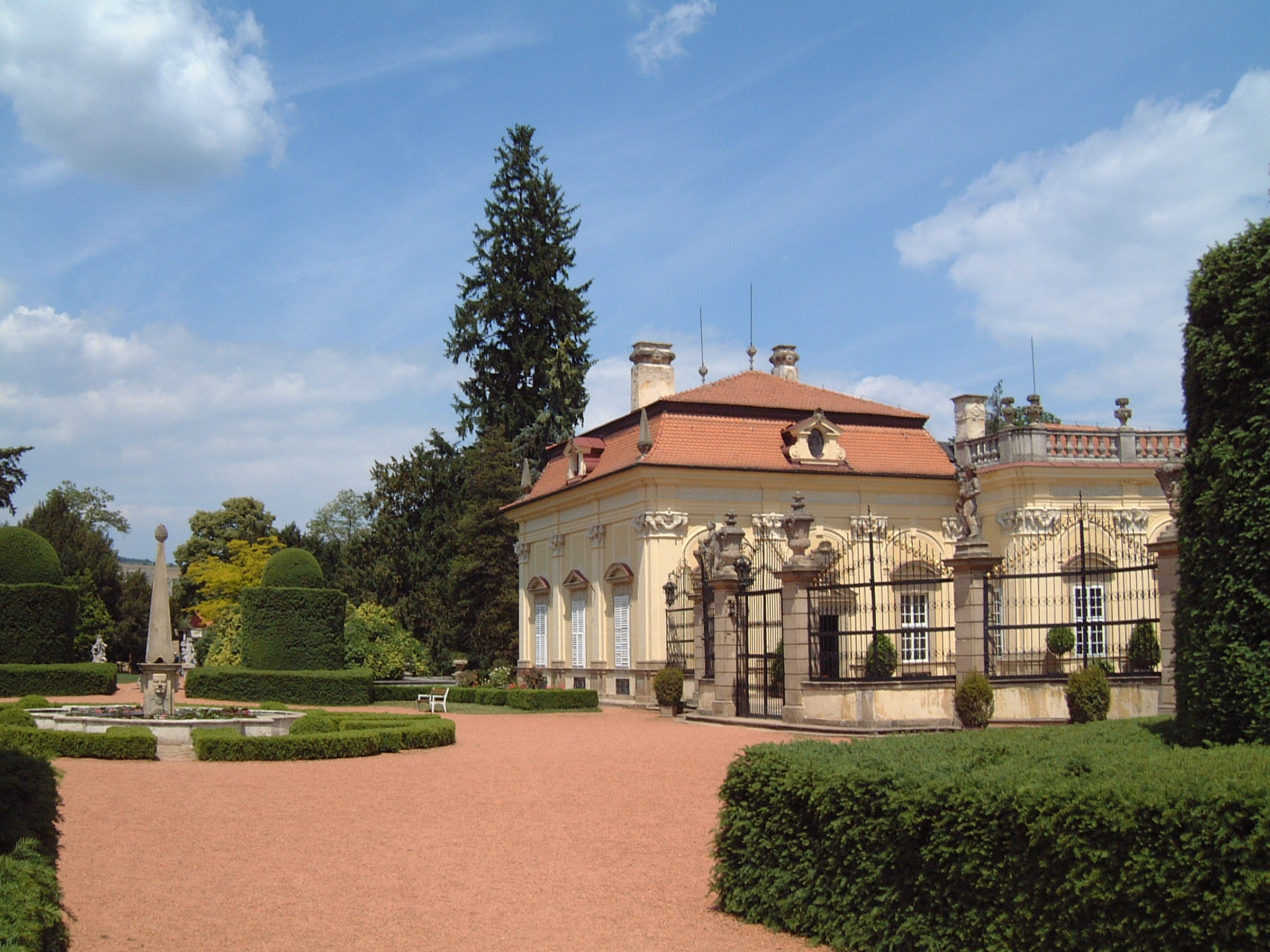
Château de Buchlovice

Le comte Friedrich von Berchtold descend d'une famille de l'aristocratie autrichienne. Il fait ses études de médecine à l'université Charles de Prague dont il devient docteur en 1804. Parallèlement à sa pratique médicale, il s'intéresse aux sciences naturelles et surtout à la botanique. Il entreprend plusieurs expéditions d'études en Europe, au Proche-Orient, ainsi qu'au Brésil. Son œuvre la plus connue est une publication en six volumes de La Flore de Bohême.
Cet aristocrate autrichien était également défenseur de l'identité des peuples slaves de Bohême et de Moravie (actuelles Tchéquie et Slovaquie). Il fut l'un des cofondateurs avec son frère Leopold du musée national de Prague.
Il a versé, avec Ferdinand von Geramb, 65 000 florins au bénéfice des victimes de la disette de 1805 des monts des Géants.

## Quelques publications
- Ökonomisch-technische Flora Böhmens nach einem ausgedehntern Plane bearbeitet. 6 Bände, Prague, 1836–1843
- Die Kartoffeln. Deren Geschichte, Charakteristik, Nützlichkeit, Schädlichkeit, Kultur, Krankheiten etc., mit ausführlichen Angaben ihrer industriellen Anwendung, Prague, 1842
- WorldCat

## Source
- (de) Cet article est partiellement ou en totalité issu de l’article de Wikipédia en allemand intitulé « Friedrich von Berchtold » (voir la liste des auteurs).